# Деркович, Дьюла
Дьюла Деркович (венг. Derkovits Gyula; 13 апреля 1894, Сомбатхей — 18 июня 1934, Будапешт) — венгерский художник и график, творчество которого характеризуется чертами, присущими экспрессионизму, кубизму и конструктивизму.

## Биография
Отец Дьюлы был столяром, и, несмотря на выявившийся в раннем детстве талант к рисованию, он был вынужден заниматься тем же ремеслом, что и его отец. Друг, который был художником по вывескам, преподал Дьюле первые уроки живописи, чему противилась его семья. Недовольный такой ситуацией, он бежал от своей семьи, отправившись добровольцем на Первую мировую войну.

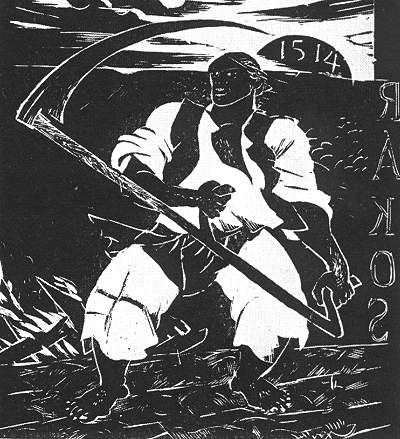
«Восставший крестьянин», из серии гравюр на дереве «Дожа» (1928)

Это оказалось неудачным решением, так как Деркович получил ранение на фронте, оставившее его с парализованной левой рукой и проблемами с лёгкими, приведшими к развитию туберкулёза. В 1916 году он перебрался в Будапешт, где жил на пенсию по инвалидности, занимаясь также плотницким делом. В 1918 году Деркович вступил в Венгерскую коммунистическую партию и оставался её членом до 1930 года, когда пребывание в ней стало слишком опасным.
В то же время Деркович обучался живописи и рисованию в различных вечерних школах до 1918 года, когда Карой Керншток согласился взять его бесплатно в качестве студента в художественную колонию Ньергешуйфалу и обучил его искусству гравюры на меди в дополнение к занятиям по живописи. Многочисленные изменения в правительстве привели к прекращению его пенсионных выплат, и Деркович был вынужден вернуться к физическому труду, который становился всё более тяжким для него. В итоге он переехал в Вену в 1923 году, где смог найти достаточно работы, занимаясь живописью и созданием гравюр. Выставка его работ в Вейбургской галерее была успешной. Деркович прожил в Вене три года, а затем вернулся в Будапешт.
В 1928 году его репутация укрепилась благодаря серии из 12 гравюр на дереве, изображающих крестьянское восстание 1514 года (во главе с Дьёрдем Дожей), несмотря на то, что они были сделаны по заказу Коммунистической партии. После 1930 года его стиль становился все более персональным и эксцентричным. Темпера была тогда его любимой техникой, а его картины с сюжетами из повседневной жизни становились крупнее, почти монументальными. Деркович также работал с глиняной и деревянной скульптурой. Он умер, в возрасте всего 40 лет, после ряда болезней.
Несколько улиц были названы в его честь, а с 1955 года существовала «Художественная стипендия Дерковича».

## Некоторые работы

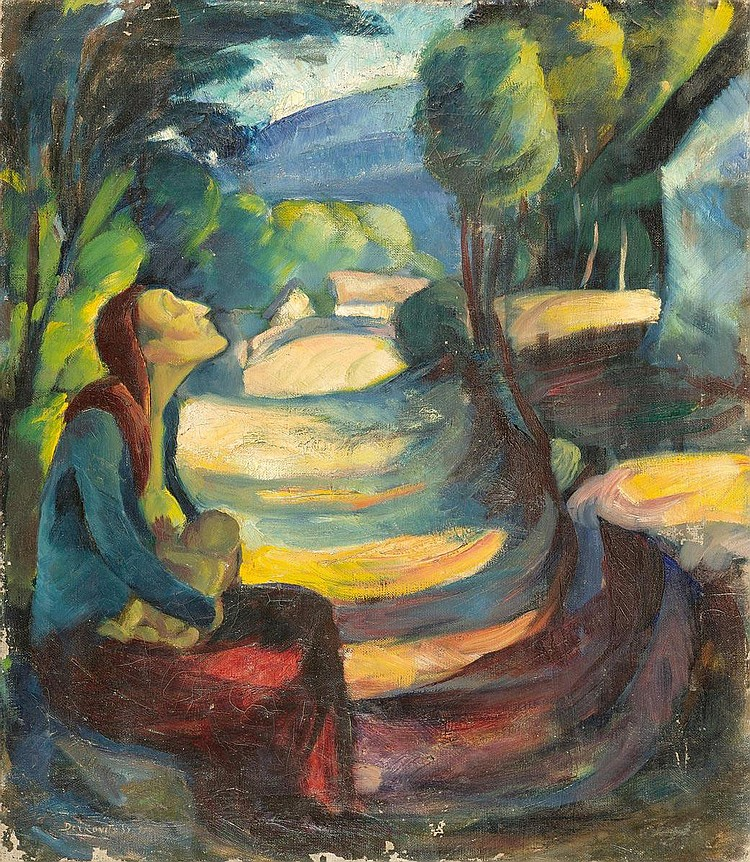
Мать и дитя (1917)
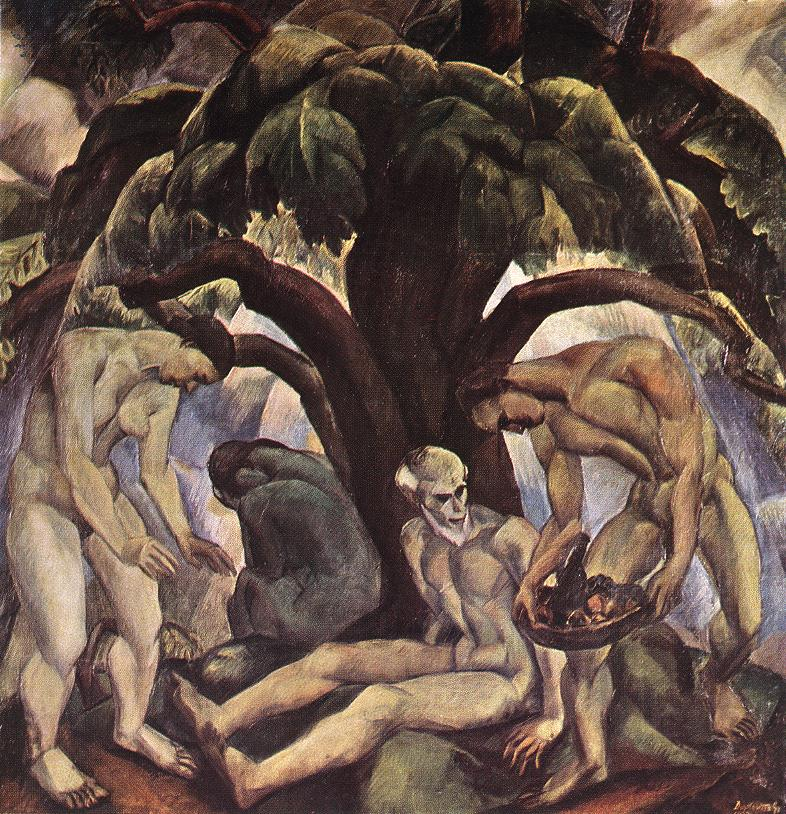
Под большим деревом (1922)
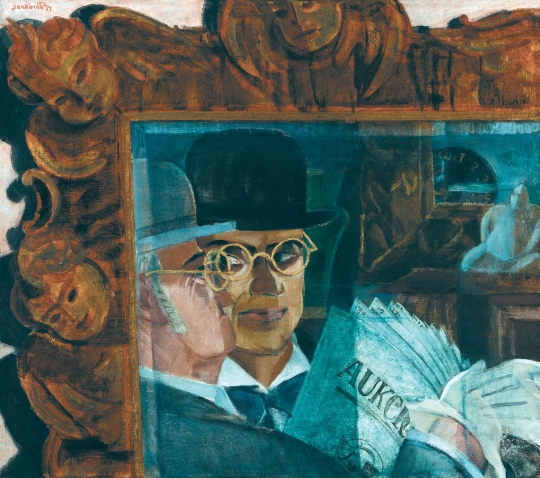
Аукцион (1930)
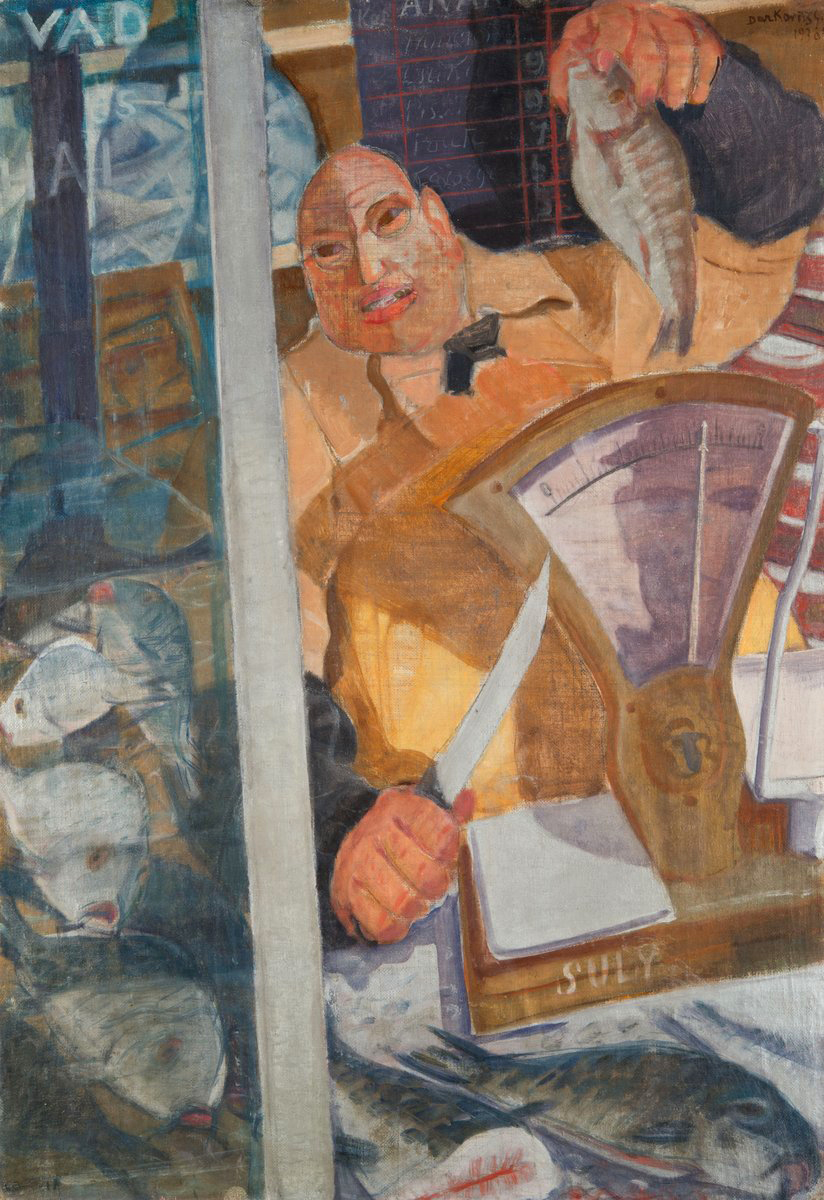
Торговец рыбой (1930)
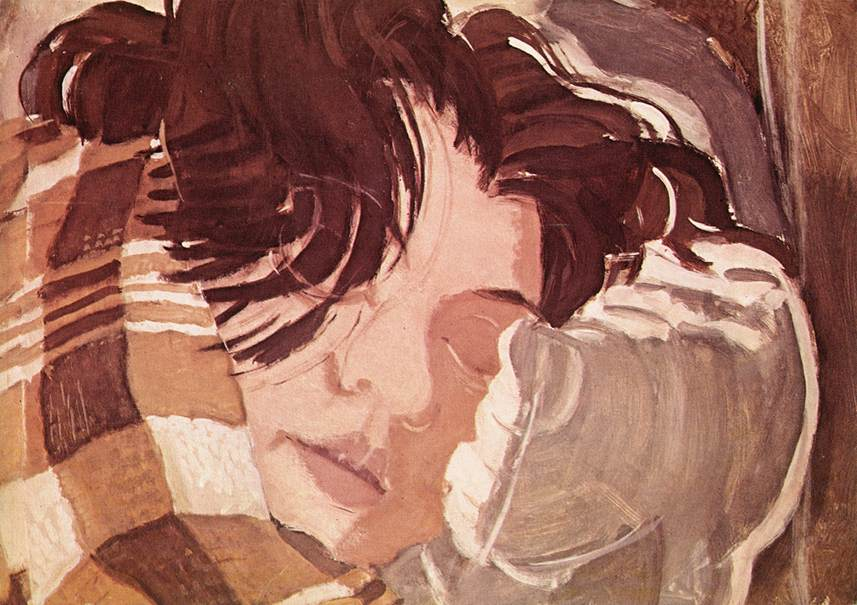
Спящая женщина (1932)